# Alessandro Motti
Alessandro Motti é um tenista profissional italiano, especialista em duplas furou o top 100, sendo N. 91 na modalidade, no final de 2009.